# Torsionsgeschütz

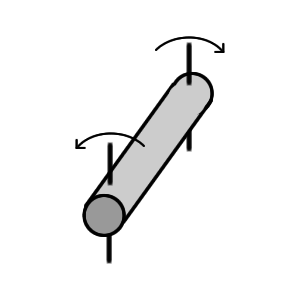
Veranschaulichung der Torsion

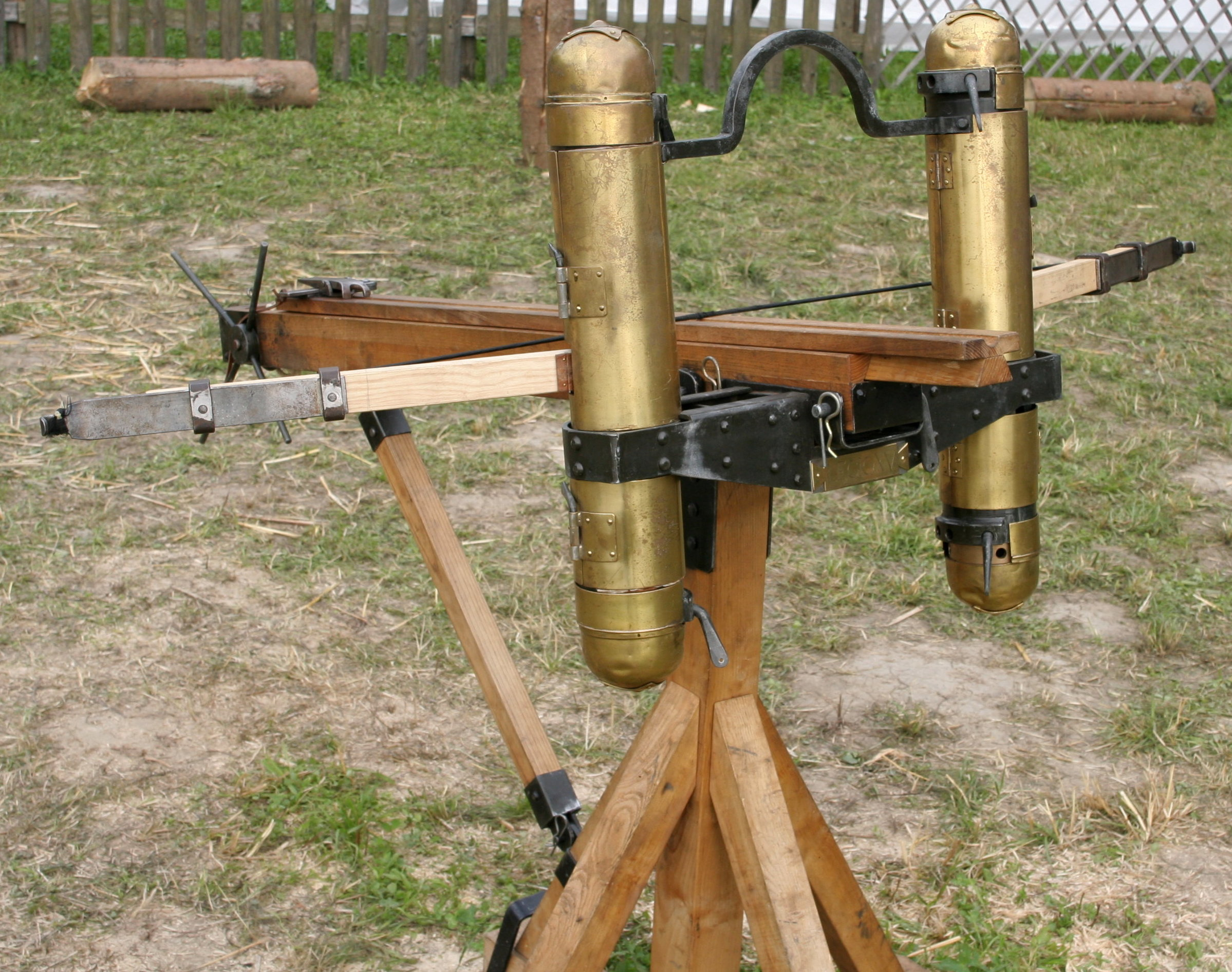
Nachbau einer römischen Balliste, mit der Geschossbolzen verschossen werden.

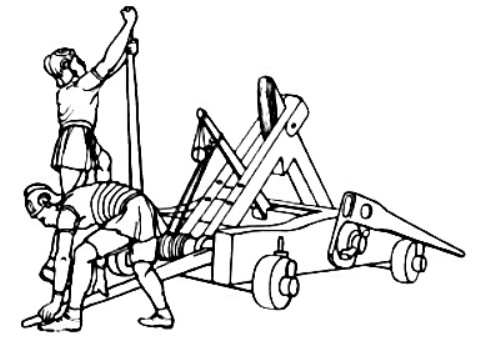
Skizze eines römischen Onagers

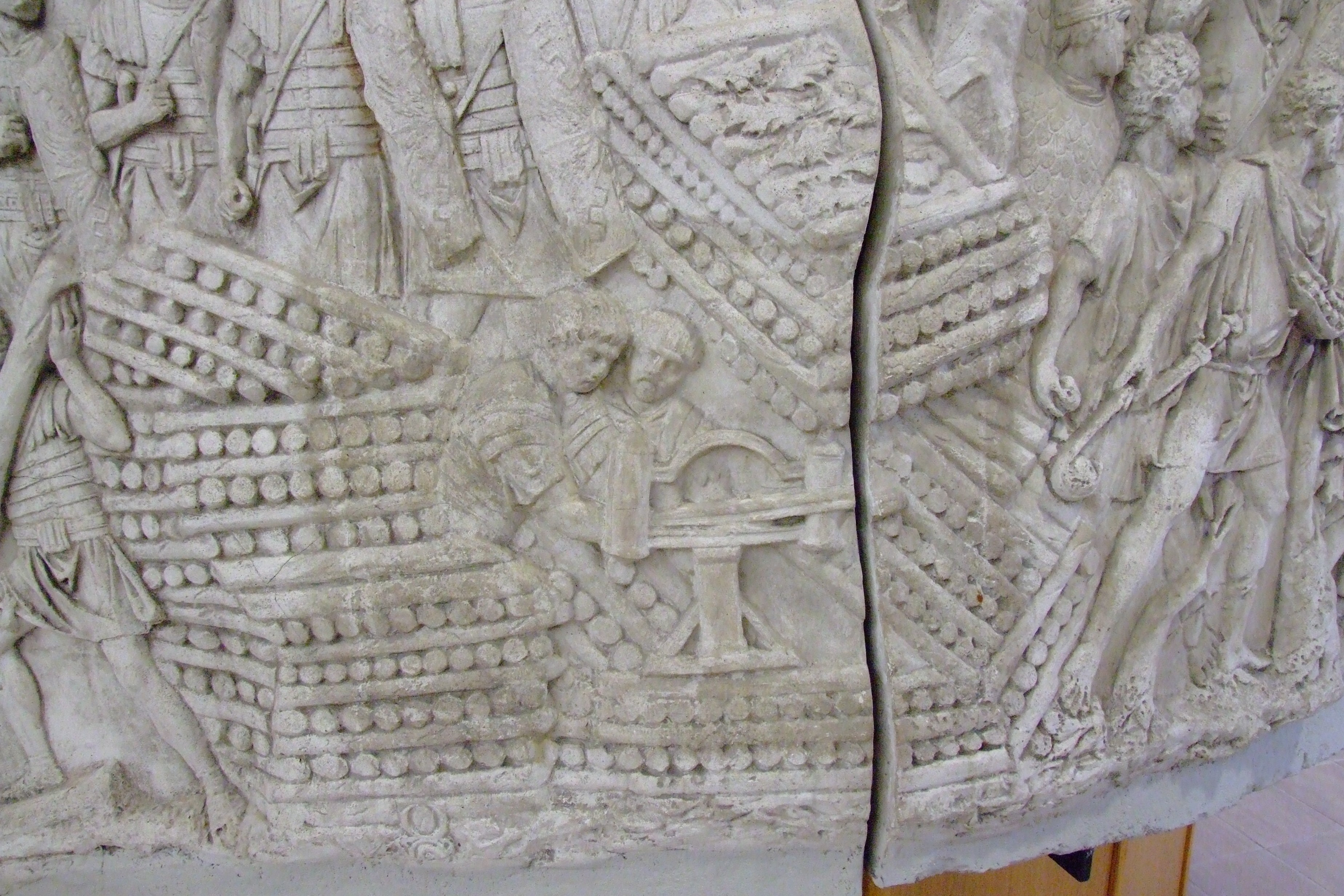
Kampfeinsatz einer Balliste hinter Schanzwerk zur Zeit des Kaisers Trajan (98–117)

Torsionsgeschütz ist ein Sammelbegriff für historische Artillerie-Waffen, welche die für den Schuss nötige Energie aus der beim Spannen auftretenden Verdrehung von Seilbündeln beziehen. Die Seile bestehen in der Regel aus Tiersehnen. Waffen dieser Art sind die griechische Palintona (römisch Balliste bzw. Scorpio) und Onager sowie die mittelalterliche Mangonel.

## Beschreibung
Es gibt zwei Bauweisen: die einarmige (Onager) und die zweiarmige (Palintona/Balliste/Scorpio). Bei der einarmigen Bauweise wird die Kraft für den ballistischen Wurf durch einen Wurfarm auf das Geschoss übertragen. Als Geschosse können Steine, Metallkugeln, Brandmittel und dergleichen verwendet werden. Die Flugbahn der Geschosse ist in der Regel eher hoch (vgl. Steilfeuergeschütz) und besonders für indirekten Beschuss geeignet. Die zweiarmige Bauweise entspricht in etwa dem Aufbau einer Armbrust, indem zwei Arme die Kraft auf eine Sehne übertragen und diese wiederum auf das Geschoss. Auch hier ist die Verwendung von Kugeln möglich, aber in der Regel werden Speere und Bolzen verschossen. Die Flugbahn der Geschosse ist eher flach (vgl. Flachfeuergeschütz) und besser für direkten Beschuss geeignet.
Die Beschleunigung entsteht durch ein Drehmoment: Zwei Seile oder Faserbündel werden durch einen dazwischengeschobenen Stock stark verdreht (Torsion). Diese Verdrehung erzeugt eine starke Vorspannung (statische Energie). Dieser Mechanismus ist unter der Bezeichnung Spanische Winsch bekannt. Wird der Stock nun plötzlich gelöst und entlastet, entsteht ein starkes Drehmoment (dynamische Energie), das am Stock eine schnelle Bewegung auslöst. Diese Bewegung wird auf das Geschoss übertragen als Wurfbewegung genutzt.
Im Vergleich zu den auf Hebelwurf basierenden Geschützen (Blide) ist der Bau- und damit auch der Geschossgröße eine sehr viel niedrigere Grenze gesetzt.
Die technischen Aspekte dieser Waffen sind in der Theorie bislang wenig erforscht. Die Ergebnisse basieren vor allem auf Experimenten privater Gruppen, da erst in den letzten Jahren Funde gemacht wurden, beispielsweise zum Harzhornereignis, die präzisere Rückschlüsse möglich machen.
Torsionsgeschütze wurden etwa ab 400 v. Chr. von den Griechen in größerem Maßstab verwendet. Später übernahmen die Römer diese Technik und entwickelten sie weiter.

## Römische Kaiserzeit

### Prinzipat
Während der Zeit des Prinzipats oblag die bereits hochspezialisierte Herstellung von Geschützen der Armee. Sie stellte die Fachhandwerker sowie Ingenieure und besaß nicht nur in Rom, sondern auch in den Provinzen Waffenfabriken. Ein Grabstein aus der Zeit um 100 n. Chr. bezeugt einen Ingenieur (architectus) der im kaiserlichen Arsenal (armamentarium imperatoris) in Rom mit der Herstellung von Geschützen beauftragt war. Durch zwei Tagesberichte aus der Provinz Aegyptus, die sich auf einem Papyrus des zweiten oder dritten Jahrhunderts n. Chr. erhalten haben, ist bekannt, dass an diesen beiden Tagen hundert Spezialisten (immunes) in den Legionswerkstätten der Legio II Traiana fortis in Alexandria damit beschäftigt waren, unter anderem Spannrahmen für Torsionsgeschütze (capitula ballistaria) herzustellen. Die Produktion in heereseigenen Werkstätten, die dem Lagerkommandanten (praefectus castrorum) unterstanden und von dem optio fabricae geleitet wurden, unterscheidet sich von der Praxis der Spätantike, als Aufträge an private Waffenfabriken (fabricae) vergeben wurden. Der Oberbefehl über die Legionsfabriken in den Provinzen lag nicht in den Händen des Oberkommandierenden der Legion (legatus), sondern stand unter der Kontrolle des jeweiligen Statthalters und seines Stabes. Dort wurde entschieden, wann die Produktion anzulaufen hatte. Der Archäologe Dietwulf Baatz nahm an, dass die Entscheidung für den Bau auf einer so hohen Befehlsebene erfolgte, da der Arbeits- und Materialaufwand sowie die damit zusammenhängenden Kosten für so ein Spezialprodukt erheblich waren.

### Spätantike
Das gesamte Arsenal der römischen Kriegsmaschinen blieb auch während der Spätantike in Gebrauch. Insbesondere die spätrömischen Torsionsgeschütze gehören zu den kompliziertesten mechanischen Maschinen der Antike. Der bedeutendste Typ war die Balliste, welche Bolzengeschosse und Brandpfeile verschießen konnte. Dazu zählen sowohl die Standgeschütze, als auch die Varianten auf Rädern (carroballista). Eine handliche Variante des bereits während der mittleren Kaiserzeit genutzten Ein-Mann-Torsionsgeschützes war die spätantike Torsionsarmbrust, die – weit verbreitet – selbst in kleinen Grenzkastellen wie dem rumänischen Gornea eingesetzt wurde. Nachdem während der Spätantike die Produktion aus den Händen des Militärs an Privatunternehmen übergegangen war, gelangten römische Waffen auch in Hände, die sie nicht erhalten sollten. Daher erließen verschiedene Kaiser – wie etwa Justinian I. im Jahr 539 n. Chr. – Erlasse, um die Produktion zu beschränken. Wie die Notitia dignitatum, ein römisches Staatshandbuch aus der ersten Hälfte des 5. Jahrhunderts verzeichnet, gab es zu dieser Zeit einen oberkommandierenden Artillerieoffizier (praefectus militum ballistariorum), der dem Heerführer des Mainzer Militärbezirks (Dux Mogontiacensis) unterstand. Andere Ballisteneinheiten unterstanden dem jeweiligen Heermeister (magister militum) der Diözesen. In der Diözese Gallien wurde die Artillerie durch den Oberbefehlshaber der Kavallerie (magister equitum per Gallias) befehligt. Diesem Kommandeur unterstand in diesem Zusammenhang offensichtlich nur eine legio pseudocomitatensis mit einer Einheit von ballistarii. Der Heermeister der östlichen Diözese (magister militum per Orientem) hatte den Befehl über die ballistarii seniores – einer legio comitatensis – sowie über eine legio pseudocomitatensis der ballistarii Theodosiaci. Dem Heermeister der thrakischen Diözese (magister militum per Thracias) waren zwei legiones comitatenses anvertraut, bestehend aus den ballistarii Dafnenses beziehungsweise den ballistarii iuniores. Der Heermeister der Diözese Illyrien (magister militum per Illyricum) konnte im Ernstfall nur eine Artillerietruppe, die ballistarii Theodosiani iuniores, ins Feld schicken. Die Notitia dignitatum erwähnt außerdem zwei fabricae ballistariae, die beide in der Diözese Gallien lagen, eine in Augustodunum (Autun), die andere in Triberorum (Trier).

## Experimentelles Beispiel zur Torsion
Dazu nehme man eine zusammengeknotete Schnur von zwei Handbreiten Länge und lege sie ähnlich wie beim Fadenspiel straff über Daumen und Zeigefinger der linken Hand. Nun führe man mit der anderen Hand ein Streichholz zwischen den Fäden durch und verdrehe damit die Schnur einige Male. Wenn man das Streichholz loslässt, wirbelt es herum, genau wie der Arm einer Torsionswaffe.